# NGC 2928
NGC 2928 je galaksija u zviježđu Lavu.

## Vanjske poveznice
- SEDS: NGC 2928